# Kristallen 2022
Kristallengalan 2022 ägde rum 1 september 2022. Den sändes i TV4 med Peter Settman som programledare.
Priserna i fyra av kategorierna (Tittarnas favoritprogram, Årets kvinnliga programledare, Årets manliga programledare och Årets TV-profil) röstades fram av tittarna under direktsändningen av galan medan priserna i de andra kategorierna utses av en jury. Vinnarjuryn utsåg också Årets program - det bästa programmet alla kategorier. Kristallens styrelse utser också en hederspristagare. Kristallen meddelade den 17 augusti vilka som var nominerade.

## Vinnare och nominerade

### Program och serier
| Tittarnas favoritprogram - Spökjakt (Kanal 5/Discovery+) - Young Royals (Netflix) - På gränsen med Peter Jihde (Viaplay) - Bäst i test (SVT) - Masked Singer Sverige (TV4)                                                                 | Årets underhållningsprogram - Alla mot alla (Kanal 5/Discovery+) - Masked Singer Sverige (TV4) - Lego Masters Sverige (TV4) - 1 mot Sverige (SVT) - På spåret (SVT)                           |
| Årets tv-drama - Deg (SVT) - Knutby (C More/TV4) - Mörkt hjärta (Kanal 5/Discovery+) - Bonusfamiljen (SVT) - Det som göms i snö (Viaplay)                                                                                                  | Årets sportproduktion - UEFA Champions League (C More/Telia) - Fotbolls-EM för herrar (SVT) - Vinterstudion (SVT) - OS-Studion (Kanal 5/Discovery+) - Allsvenskan (Kanal 5/Discovery+)        |
| Årets barnprogram - Lasse-Majas detektivbyrå (C More/TV4) - Lilla Aktuellt (SVT) - Dock´n´roll (UR) - Wild Kids (C More) - Strula (SVT) | Årets dokumentärprogram - Världens vackraste pojke (SVT) - Kalla fakta: Älskad, hatad hiphop (TV4) - The prize of silence (Viaplay) - Hemligt hav (TV4) - Fotbollsbomben (Kanal 5/Discovery+) |
| Årets tävlingsreality - Allt för Sverige (SVT) - Mullvaden (Kanal 5/Discovery+) - Bachelorette Sverige (TV4) - Robinson (TV4) - Draknästet (SVT)                                                                                           | Årets faktaprogram - Under kniven (SVT) - Kriget i Ukraina (TV4) - Vem mördade skolan? (SVT) - Samhällskollaps (SVT) - Malou efter tio (TV4)                                                  |
| Årets granskning - Uppdrag Granskning: Ericsson och IS (SVT) - 200 Sekunder - Kronfågel (Viaplay) - Uppdrag granskning: I skuggan av El Chapo (SVT) - Uppdrag granskning: Transbarnen (SVT) - Kalla fakta: Barnen på fjärde våningen (TV4) | Årets komedi och humorprogram - Lust (HBO Max) - Solsidan (TV4/C More) - Varan-tv:stories (SVT) - Vi i villa (Kanal 5/Discovery+) - Likea (C More)                                            |
| Årets livsstilsprogram - Behandlingen (Kanal 5/Discovery+) - Vem tror du att du är (Kanal 5/Discovery+) - Husdrömmar Sicilien (SVT) - Min historiske pojkvän (TV4) - Grand Designs Sverige (TV4)                                           | Årets nyheter - och aktualitetsprogram - 30 minuter (SVT) - Cyklopernas land (SVT) - Aktuellt special: Polen (SVT) - Efterlyst (Viaplay) - Fotbollskanalen On Tour - Deadline day! (TV4)      |
| Årets realityprogram - Över Atlanten (Kanal 5/Discovery+) - Svenska Truckers (Viaplay) - Bäst när det gäller (SVT) - Kärleken flyttar in (TV4) - Benjamin’s (TV4)                                                                          | Årets unga dramaserie - Young Royals (Netflix) - Eagles (SVT) - Threesome (Viaplay) - Dör för dig (UR) - Heartbeats (C More)                                                                  |

### Personer
| Årets kvinnliga programledare - Renée Nyberg (TV4) - Farah Abadi (SVT) - Magdalena Kowalczyk (Viaplay) - Carina Berg (Kanal 5/Discovery+) | Årets manliga programledare - David Hellenius (TV4) - Hasse Aro (Viaplay) - David Sundin (SVT) - Filip Hammar & Fredrik Wikingsson (Kanal 5/Discovery+) |
| Årets kvinnliga skådespelerska i en tv-produktion - Aliette Opheim i Knutby (C More/TV4) - Madeleine Ferraud i Allt som blir kvar (SVT) - Alba August i Knutby (C More/TV4) - Nora Rios i Heartbeats (C More) - Clara Christiansson Drake i Mörkt hjärta (Kanal 5/Discovery+) | Årets manliga skådespelare i en tv-produktion - Bill Skarsgård i Clark (Netflix) - Mattias Nordkvist i Vi i villa (Kanal 5/Discovery+) - Edvin Ryding i Young Royals (Netflix) - Robert Gustafsson i Det som göms i snö (Viaplay) - Einar Bredefeldt i Knutby (C More/TV4) |
| Årets tv-personlighet - Benjamin Ingrosso i Benjamin’s (TV4) - Joakim Lundell i Spökjakt (Kanal 5/Discovery+) - Kristina ”Keyyo” Petrushina i Svenska Powerkvinnor (Viaplay) - Terese/Hampus Nessvold i Trevlig helg (SVT)                                                    | Årets biroll - Samuel Fröler i Det som göms i snö (Viaplay) - Eva Melander i Den osannolika mördaren (Netflix) - Omar Rudberg i Young Royals (Netflix) - Johan Hedenberg i Deg (SVT) - Klara Hodell i Knutby (C More/TV4)                                                  |
| Årets hederspris - Lasse Åberg | |

### Årets program
| Årets program - Young Royals (Netflix) |